# Platysenta imitata
Platysenta imitata là một loài bướm đêm trong họ Noctuidae.